# Alessandro (piłkarz)
Alessandro, właśc. Alessandro da Conceição Pinto (ur. 22 września 1977 w Campos dos Goytacazes) – brazylijski piłkarz, występujący na pozycji prawego obrońcy.

## Kariera klubowa
Alessandro rozpoczął piłkarską karierę w CR Vasco da Gama w 1997 roku. Z Vasco zdobył mistrzostwo Brazylii 1997 oraz mistrzostwo stanu Rio de Janeiro – Campeonato Carioca 1998. W 1998 roku przeszedł do występującego w lidze stanowej Rio de Janeiro - Campo Grande Rio de Janeiro. Rok 1999 spędził w drugoligowym Ituano Itu oraz występującego w lidze stanowej Mirassol FC.
2000 rok rozpoczął w występującym w lidze stanowej Bangu AC. W tym samym roku przeszedł do pierwszoligowego Athletico Paranaense. Z Athletico Paranaense zdobył mistrzostwo Brazylii 2001 oraz mistrzostwo stanu Parana – Campeonato Paranaense w 2001 i 2002 roku. W 2004 przeszedł do Clube Atlético Mineiro. W latach 2005–2007 grał w AD São Caetano.
Od 2007 roku jest zawodnikiem Botafogo FR. Z Botafogo dwukrotnie zdobył mistrzostwo stanu Rio de Janeiro – Campeonato Carioca w 2008 i 2010 roku.

## Kariera reprezentacyjna
Alessandro ma za sobą występy w reprezentacji Brazylii, w której zadebiutował 25 kwietnia 2001 w zremisowanym 1-1 meczu z reprezentacją Peru w eliminacjach Mistrzostw Świata 2002. W tym samym roku został powołany do kadry na Copa América 2001. Na turnieju w Kolumbii Alessandro zagrał tylko w meczu grupowym z Meksykiem. Ostatni raz w reprezentacji Alessandro zagrał 9 sierpnia 2001 w towarzyskim spotkaniu z Panamą.